# Parpella
La parpella (o també parpall, al País Valencià; popularment tapa de l'ull) és un plec de pell, músculo-mucós mòbil que cobreix els ulls. Està composta (en els humans) per la conjuntiva palpebral (palpebral o blefaro- és la paraula tècnica per a referir-se a les parpelles), en contacte amb el globus ocular; el tars (l'esquelet de la parpella), una capa de gruix notable, però flexible; el múscul orbicular de les parpelles que li dona mobilitat; i la pell exterior.
La seva funció és la protecció de l'ull i la seva humectació a còpia d'estendre les secrecions lacrimals i altres secrecions, ja que la còrnia ha d'estar humida de forma continuada. En el moment de dormir evita que els ulls s'assequin.
Els extrems medials i laterals de les parpelles s'ajunten formant les comissures palpebrals.

## Anatomia humana
Dins el tars es troben les glàndules de Meibom, de forma allargada, que ocupen tota l'altura de la parpella; són múltiples (30 a 40 en la parpella superior humana). Secreta una substància greixosa que serveix de lubricant per al lliscament de la parpella. En la parpella també es troben les glàndules de Zeis (glàndules sebàcies) i les glàndules de Moll (glàndules sudorípares) encara que són diferents de les de la resta del cos humà.
A més entre la conjuntiva i el tars es troben les lacrimals de Krause i Wolfring i en la vora lliure de cadascuna de les parpelles es troben dues o tres fileres de pèls petits, les pestanyes, cadascuna amb la seva respectiva glàndula ciliar de suor i sebàcia.

## Patologies
La inflamació pot produir:

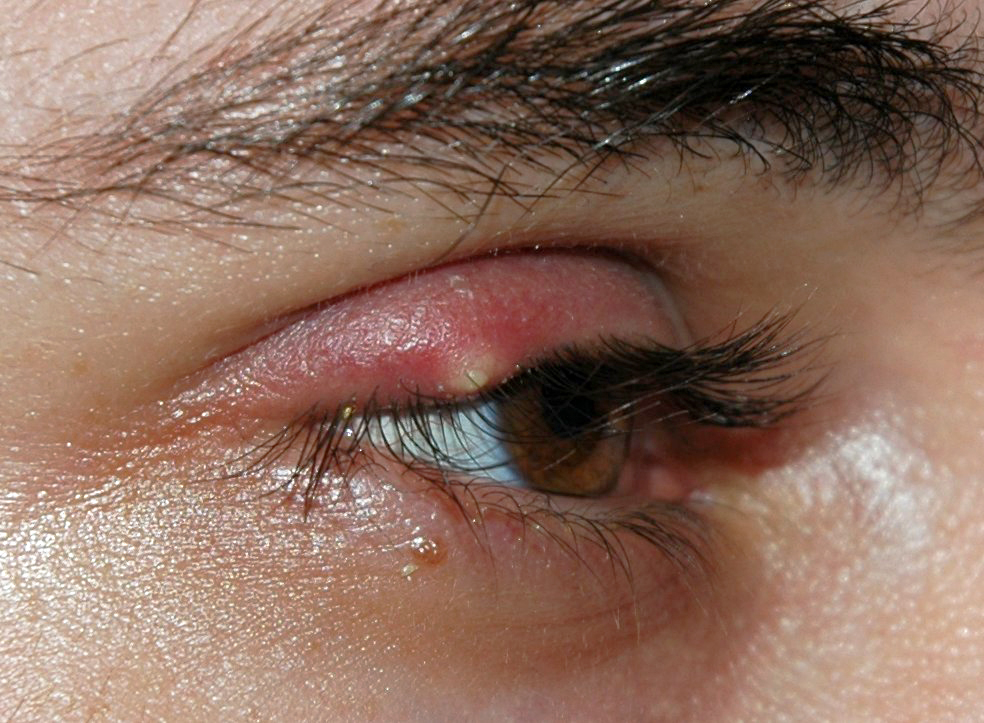
Mussol de la parpella.

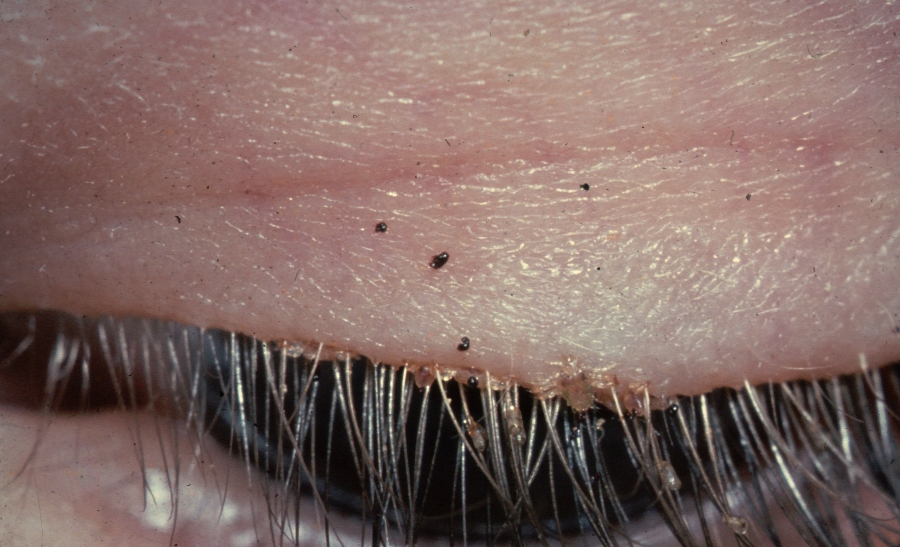
Cabres a la parpella.

- Mussol: infecció d'alguna glàndula de Moll o de Zeis, es presenta com un edema de la parpella amb inflament i purulència.
- Meibomitis: inflamació de la glàndula de Meibom.
- Blefaritis: inflamació del teixit que forma els marges de la parpella.

Altres:
- Calazi.
- Ectropi.
- Ptosi palpebral: parpella caiguda que es presenta de vegades lligada a l'envelliment o per lesions o malalties amb la feblesa del múscul orbicular, és més freqüent en ull de tipus asiàtic oriental.
- Cabres o lladelles. Afecció parasitària